# 李萬洙
李 萬洙（イ・マンス、朝鮮語: 이만수、1958年9月19日 - ）は、大韓民国の元プロ野球選手、プロ野球指導者。
韓国プロ野球の草創期にサムスン・ライオンズの主力打者として活躍。また1984年には韓国球界初の三冠王を達成した。

## 経歴・選手としての特徴
軍人だった父が江原道に赴任中に鉄原郡で生まれ、大邱市で育った。大邱商業高校、漢陽大学校を経て1982年に三星ライオンズに入団。
プロ入り後は個々の選手にプロとしての意識が確立されなかった草創期の韓国プロ野球で、徹底的な自己管理で大卒でありながら現役生活を三星一筋で16年続け、通算252本塁打、861打点を記録した。
チームと地元大邱を代表する看板選手として、多大な功績により選手時代の背番号22番が三星ライオンズの永久欠番となっている。正式に永久欠番が決定される前も準永久欠番となっており、引退後もその背番号を引き継ぐ選手はなく、三星ライオンズの歴史で22番をつけた選手は彼だけである。
本塁打記録は1999年に張鍾勲に破られるまで韓国記録として残り、「韓国のベーブ・ルース」とも呼ばれた。韓国プロ野球最初の公式戦の1回表には3ラン本塁打を放ち、韓国プロ野球公式戦第1号本塁打、第1号打点も記録した。1983年には、最多本塁打のタイトルでKBOのシーズンMVPを受賞。
その翌年の1984年には打率.340、23本塁打、80打点を記録し、打撃三冠王となった。しかし、この年のMVP投票では、三星が韓国シリーズでロッテ・ジャイアンツとの対戦するために直接対戦で勝たせ試合と疑われる拙戦を繰り広げたことと、タイトルを取らせるために当時首位打者を争っていたロッテの洪文宗を味方投手陣が9打席連続で歩かせるなどをしたことが加わり、チーム全体として投票する記者に悪い印象を与えた。さらに、当の韓国シリーズでも、チームがロッテのエース、崔東原の力投の前に敗れた。結果、その年のシーズンMVPは公式戦27勝、シリーズ4勝の崔東源が獲得した。この打撃三冠のタイトルは2006年、ロッテ・ジャイアンツの李大浩が達成するまで韓国プロ野球史上唯一の記録であった。
攻撃では主軸打者として多大な貢献を重ねたが、守備では捕手として、やや重いフットワークと送球の悪さで、盗塁阻止は上手い方ではなかった。このため、1980年代の韓国シリーズで足でかき回す相手の戦略を防げることができず、毎度敗退する原因の一つとしてあげられ、批判が噴出した。
なお、ゴールデングラブ賞は5度受賞しているが、韓国におけるゴールデングラブ賞はメジャーリーグベースボールのシルバースラッガー賞や日本プロ野球のベストナインに近い扱いであるため、攻撃面での活躍を評価されたものである。

### 引退後
1997年に引退して渡米し、クリーブランド・インディアンスのマイナーリーグのシングルAチームキンストン・インディアンスのコーチを歴任したのちに、シカゴ・ホワイトソックス傘下のAAAチームのシャーロット・ナイツを経て、2000年から2006年までMLB シカゴ・ホワイトソックスのブルペンキャッチャーを務めた。2005年にホワイトソックスはワールドシリーズを制覇しているが、この際にコーチング・スタッフとしてチャンピオンリングを受け取っている。
2007年からは韓国に帰国し、SKワイバーンズのヘッドコーチに就任した。2007年シーズン途中、チームが快進撃を繰り広げているにも、中々スタンドが満員にならないことを嘆いて（SKワイバーンズのホームである文鶴野球場の受容人員は30,480人）、「これからホームで開かれる10試合で1試合でも球場が満員になったらパンツ一枚の裸でグラウンドを一周する」と公言。その10試合目で、満員が記録されると約束どおりパンツ一枚の姿でグラウンドを一周するパフォーマンスを披露して話題を呼んだ。
2010年シーズン、一時期1軍ヘッドコーチから2軍監督に配置転換された。2011年シーズンは当初1軍ヘッドコーチだったが、開幕後2軍監督にまた配置転換され、8月18日金星根監督の解任により、1軍監督代行に就任した。公式戦は3位で終えたが、ポストシーズンの準プレーオフで起亜、プレーオフでロッテをやぶり、韓国シリーズまで進出した手腕を評価され、シーズン終了後の11月1日、SKの第4代監督に就任した。2012年は韓国シリーズに出場したが、2013年6位、2014年5位と上位に進出できなかったため、契約期間3年が終了した2014年シーズン限りで退任となった。退任後はラオスでの野球普及などの慈善事業に携わり、2015年より韓国でプロ野球中継のゲスト解説として出演しつつ、KBOリーグ育成委員会副委員長を務めている。
サムスンでの背番号22はチームの永久欠番となっている。チームを去って10年以上経った現在も地元大邱を代表するスター選手として、人気は未だ衰えることがない。宣銅烈がサムスンの監督に就任し、2010年末に辞任するまでに韓国シリーズで2度の優勝と結果を出したが、それでも李萬洙が監督としてサムスンに復帰することを望む地元ファンの数も少なくなかった。

## 詳細情報

### 年度別打撃成績
| 年 度     | 球 団     | 試 合 | 打 席 | 打 数 | 得 点 | 安 打 | 二 塁 打 | 三 塁 打 | 本 塁 打 | 塁 打 | 打 点 | 盗 塁 | 盗 塁 死 | 犠 打 | 犠 飛 | 四 球 | 敬 遠 | 死 球 | 三 振 | 併 殺 打 | 打 率 | 出 塁 率 | 長 打 率 | O P S |
| --------- | --------- | ----- | ----- | ----- | ----- | ----- | -------- | -------- | -------- | ----- | ----- | ----- | -------- | ----- | ----- | ----- | ----- | ----- | ----- | -------- | ----- | -------- | -------- | ----- |
| 1982      | サムスン  | 78    | 322   | 270   | 46    | 78    | 16       | 1        | 13       | 135   | 51    | 6     | 3        | 0     | 1     | 46    | 0     | 4     | 27    | 13       | .289  | .399     | .500     | .899  |
| 1983      | サムスン  | 98    | 410   | 357   | 53    | 105   | 12       | 0        | 27       | 198   | 74    | 0     | 3        | 2     | 2     | 41    | 2     | 8     | 51    | 11       | .294  | .378     | .555     | .932  |
| 1984      | サムスン  | 89    | 342   | 300   | 45    | 102   | 17       | 1        | 23       | 190   | 80    | 3     | 8        | 0     | 4     | 26    | 3     | 12    | 37    | 10       | .340  | .409     | .633     | 1.043 |
| 1985      | サムスン  | 103   | 423   | 357   | 63    | 115   | 19       | 2        | 22       | 204   | 87    | 7     | 9        | 1     | 9     | 42    | 6     | 14    | 37    | 13       | .322  | .405     | .571     | .977  |
| 1986      | サムスン  | 59    | 239   | 212   | 31    | 68    | 8        | 0        | 16       | 124   | 39    | 1     | 0        | 0     | 0     | 21    | 2     | 6     | 20    | 7        | .321  | .398     | .585     | .982  |
| 1987      | サムスン  | 85    | 357   | 299   | 56    | 103   | 14       | 1        | 18       | 173   | 76    | 6     | 0        | 2     | 7     | 47    | 4     | 4     | 23    | 16       | .344  | .431     | .579     | 1.010 |
| 1988      | サムスン  | 86    | 334   | 285   | 47    | 92    | 13       | 0        | 18       | 159   | 58    | 6     | 3        | 0     | 1     | 41    | 5     | 7     | 22    | 8        | .323  | .419     | .558     | .977  |
| 1989      | サムスン  | 110   | 413   | 359   | 55    | 102   | 11       | 0        | 20       | 173   | 64    | 4     | 5        | 0     | 2     | 42    | 0     | 10    | 48    | 12       | .284  | .373     | .482     | .855  |
| 1990      | サムスン  | 110   | 421   | 359   | 50    | 103   | 13       | 0        | 26       | 194   | 57    | 3     | 4        | 0     | 2     | 54    | 6     | 5     | 37    | 16       | .287  | .386     | .540     | .926  |
| 1991      | サムスン  | 118   | 446   | 378   | 51    | 120   | 18       | 0        | 17       | 189   | 74    | 6     | 2        | 0     | 3     | 56    | 12    | 8     | 27    | 7        | .317  | .414     | .500     | .914  |
| 1992      | サムスン  | 93    | 368   | 305   | 50    | 88    | 11       | 0        | 22       | 165   | 70    | 7     | 3        | 0     | 3     | 48    | 8     | 12    | 41    | 8        | .289  | .402     | .541     | .943  |
| 1993      | サムスン  | 78    | 219   | 193   | 21    | 40    | 3        | 1        | 5        | 60    | 20    | 0     | 2        | 0     | 1     | 21    | 0     | 3     | 23    | 8        | .207  | .294     | .311     | .605  |
| 1994      | サムスン  | 109   | 269   | 233   | 24    | 59    | 14       | 0        | 12       | 109   | 37    | 0     | 2        | 1     | 2     | 28    | 1     | 5     | 42    | 5        | .253  | .343     | .468     | .811  |
| 1995      | サムスン  | 97    | 192   | 158   | 17    | 34    | 10       | 0        | 5        | 59    | 27    | 1     | 0        | 0     | 2     | 24    | 3     | 8     | 20    | 1        | .215  | .344     | .373     | .717  |
| 1996      | サムスン  | 97    | 222   | 193   | 14    | 55    | 12       | 1        | 6        | 87    | 38    | 2     | 2        | 0     | 3     | 14    | 0     | 10    | 25    | 5        | .285  | .359     | .451     | .810  |
| 1997      | サムスン  | 39    | 57    | 52    | 2     | 12    | 2        | 0        | 2        | 20    | 9     | 0     | 0        | 0     | 0     | 3     | 0     | 2     | 10    | 0        | .231  | .298     | .385     | .683  |
| KBO：16年 | KBO：16年 | 1449  | 5034  | 4310  | 625   | 1276  | 193      | 7        | 252      | 2239  | 861   | 52    | 48       | 4     | 42    | 554   | 52    | 118   | 490   | 140      | .296  | .388     | .519     | .907  |

- 太字はリーグ最高

### 獲得タイトル・受賞経歴
- MVP：1回（1983）
- 首位打者：1回（1984）

サムスン・ライオンズの永久欠番である李萬洙の背番号22

- 最多本塁打：3回（1983,1984,1985）
- 最多打点：4回（1983,1984,1985,1987）
- ゴールデングラブ賞：5回
捕手（1983,1984,1985,1986,1987）
- サムスン・ライオンズ永久欠番（背番号22。2003年に制定）

### 背番号
- 22（1982年 - 1997年、2007年 - 2014年）
- 59（2000年 - 2006年）